# Alles-sur-Dordogne
Alles-sur-Dordogne település Franciaországban, Dordogne megyében. Lakosainak száma 384 fő (2022. január 1.). Alles-sur-Dordogne Limeuil, Le Buisson-de-Cadouin, Paunat, Trémolat és Saint-Chamassy községekkel határos.

## Népesség
A település népességének változása:
| Lakosok száma | 307  | 305  | 302  | 333  | 375  | 379  | 385  | 385  | 392  | 384  |
|               | 1968 | 1982 | 1990 | 2006 | 2013 | 2015 | 2017 | 2019 | 2020 | 2022 |